# El Da Sensei
W. E. Williams, bedre kendt som El Da Sensei, er en rapper fra USA. El Da Sensei udgør halvdelen af gruppen Artifacts.

## Diskografi
- The Unusual (2006)
- Global Takeover – The Beginning (2008)